# Märkischer Künstlerbund
Der Märkische Künstlerbund war ein Kreis von Künstlern, der 1899 als Reaktion auf die Gründung der Berliner Secession ein Jahr zuvor, von ehemaligen Schülern des Landschaftsmalers Eugen Bracht in Berlin gegründet worden ist.

## Geschichte und künstlerische Ausrichtung
Gegründet wurde der Bund von August Achtenhagen, Fritz Geyer, Carl Kayser-Eichberg, Felix Krause (1843–1943), Louis Lejeune, Hans Pigulla (1869–1903), Theodor Schinkel (1871–1919) und Paul Halke (1866–1924). Bracht, der 1901 nach Auseinandersetzungen mit Kaiser Wilhelm II. um die Kunstauffassung der Berliner Akademie nach Dresden wechselte, hatte einen gemäßigten Impressionismus deutscher Prägung vertreten, dem auch seine Schüler anhingen. Sie näherten sich dabei den Auffassungen Max Liebermanns und der Secession an, hielten aber gleichwohl Distanz zu ihr. Einerseits fürchteten sie den endgültigen Bruch mit der Akademie und damit das Ausscheiden aus dem offiziellen Kunstbetrieb mit seinem Absatzmarkt. Andererseits erschien etlichen von ihnen der vor allem von Max Liebermann und Bruno Cassirer formulierte Anspruch der Secession als zu elitär. Der Märkische Künstlerbund trat im Oktober 1899 mit einer Ausstellung in der renommierten Galerie Keller & Reiner, die vor allem Künstler des Jugendstils vertrat, erstmals an die Öffentlichkeit.

## Ausstellungen
- 2005: Von der Schönheit des Unscheinbaren. Eugen Bracht und der Märkische Künstlerbund. Gruppenausstellung, 31 Teilnehmer; Galerie Barthelmess & Wischnewski, Berlin[7]